# (13254) Kekulé
(13254) Kekulé ist ein Asteroid des Hauptgürtels, der am 26. Juli 1998 vom belgischen Astronomen Eric Walter Elst am La-Silla-Observatorium (IAU-Code 809) der Europäischen Südsternwarte in Chile entdeckt wurde.
Der Asteroid wurde am 26. Juli 2010 nach dem deutschen Chemiker August Kekulé (1829–1896) benannt, der die Grundlagen für die moderne Strukturtheorie der organischen Chemie legte.